# Emléktáblák Budapest XXII. kerületében
Budapest XXII. kerülete szócikkhez kapcsolódó képgaléria, mely helyi, országos vagy nemzetközi hírű személyekkel, valamint épületekkel, műtárgyakkal, helynevekkel és eseményekkel összefüggő emléktáblákat tartalmaz.

## Galéria

### Emléktáblák

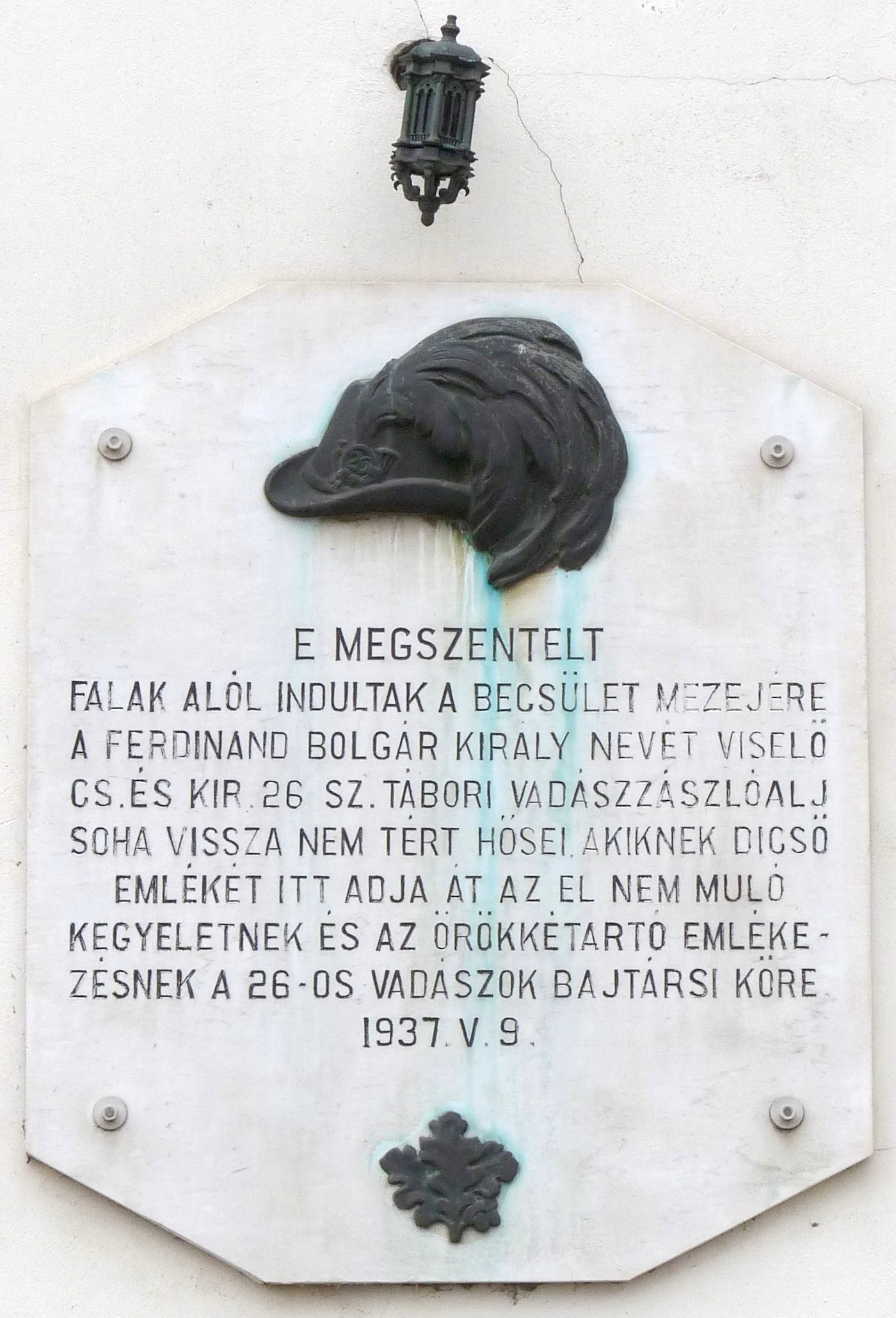
26. tábori vadászzászlóalj hősei, Szabadság utca 2.
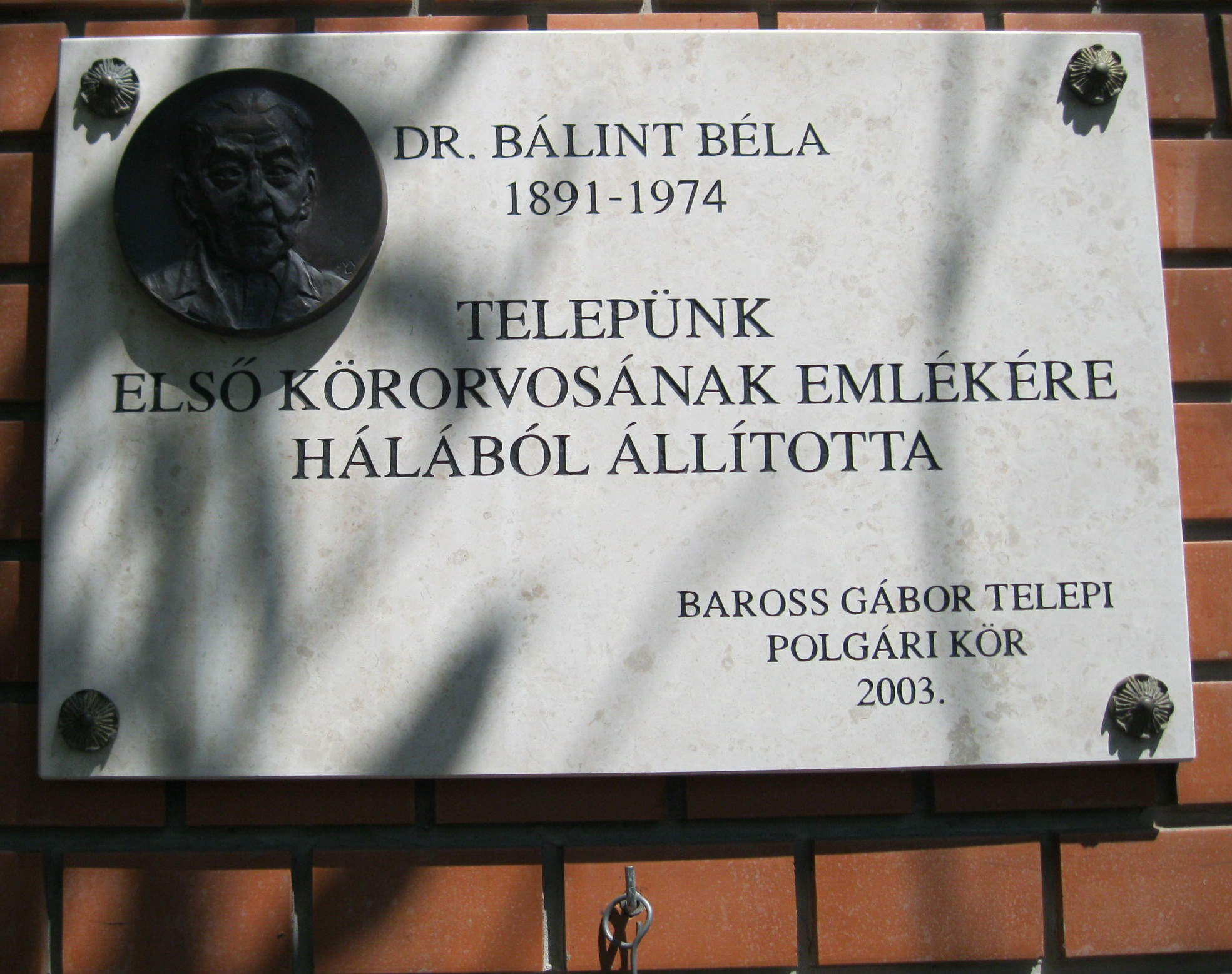
Bálint Béla, III. utca 1.
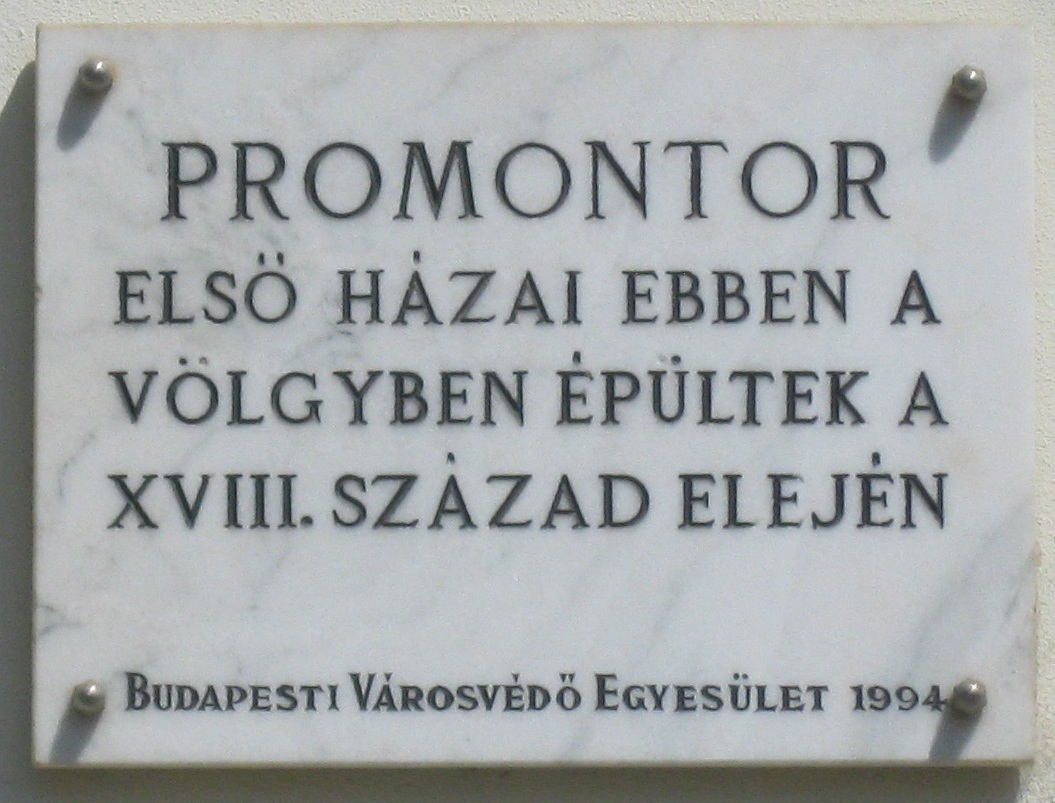
Budafok XVIII. századi benépesítése, Péter Pál utca 6.
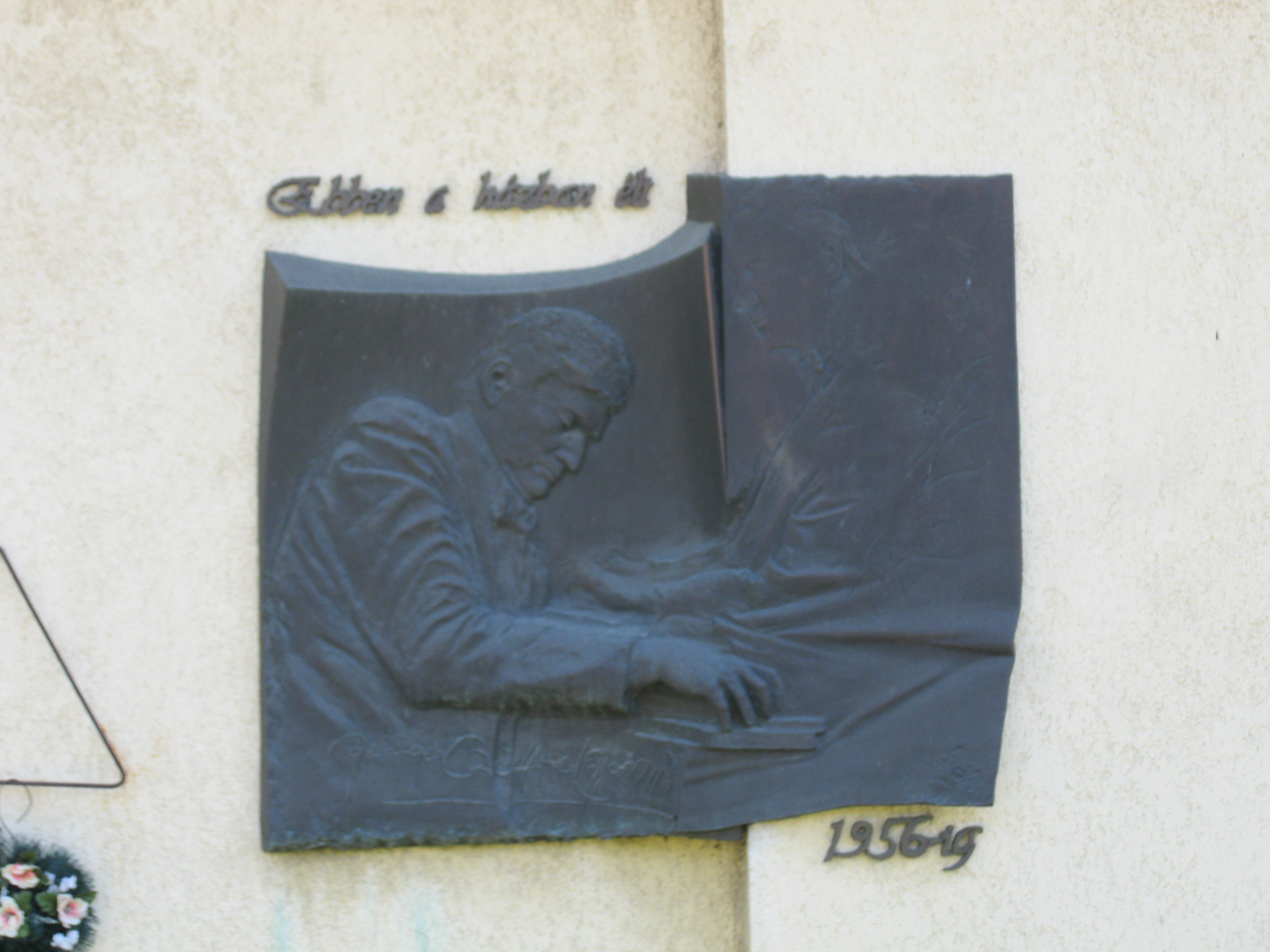
Cziffra György (zongoraművész), Bálvány utca 25.
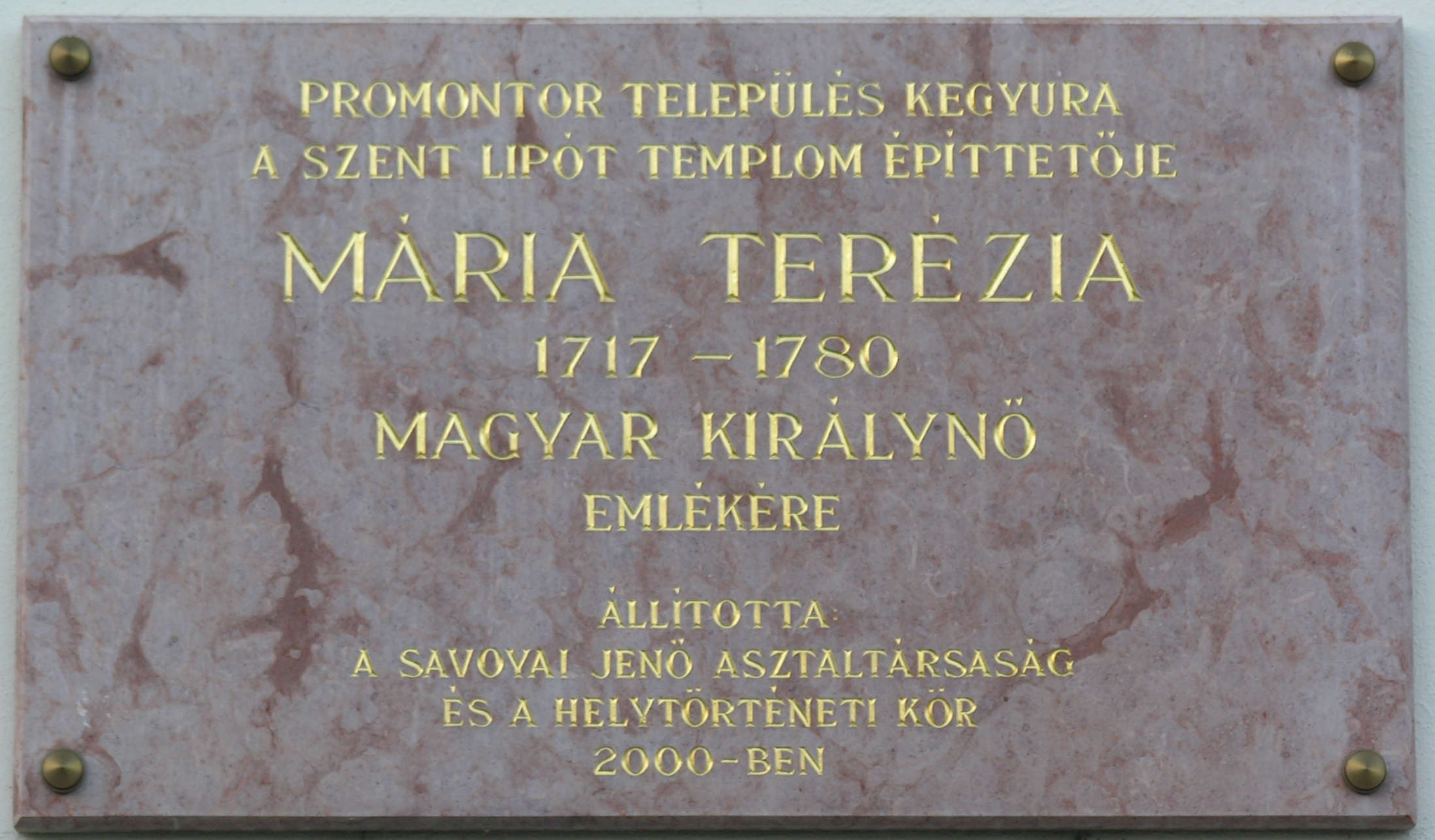
Mária Terézia, Savoyai Jenő tér 10-11.
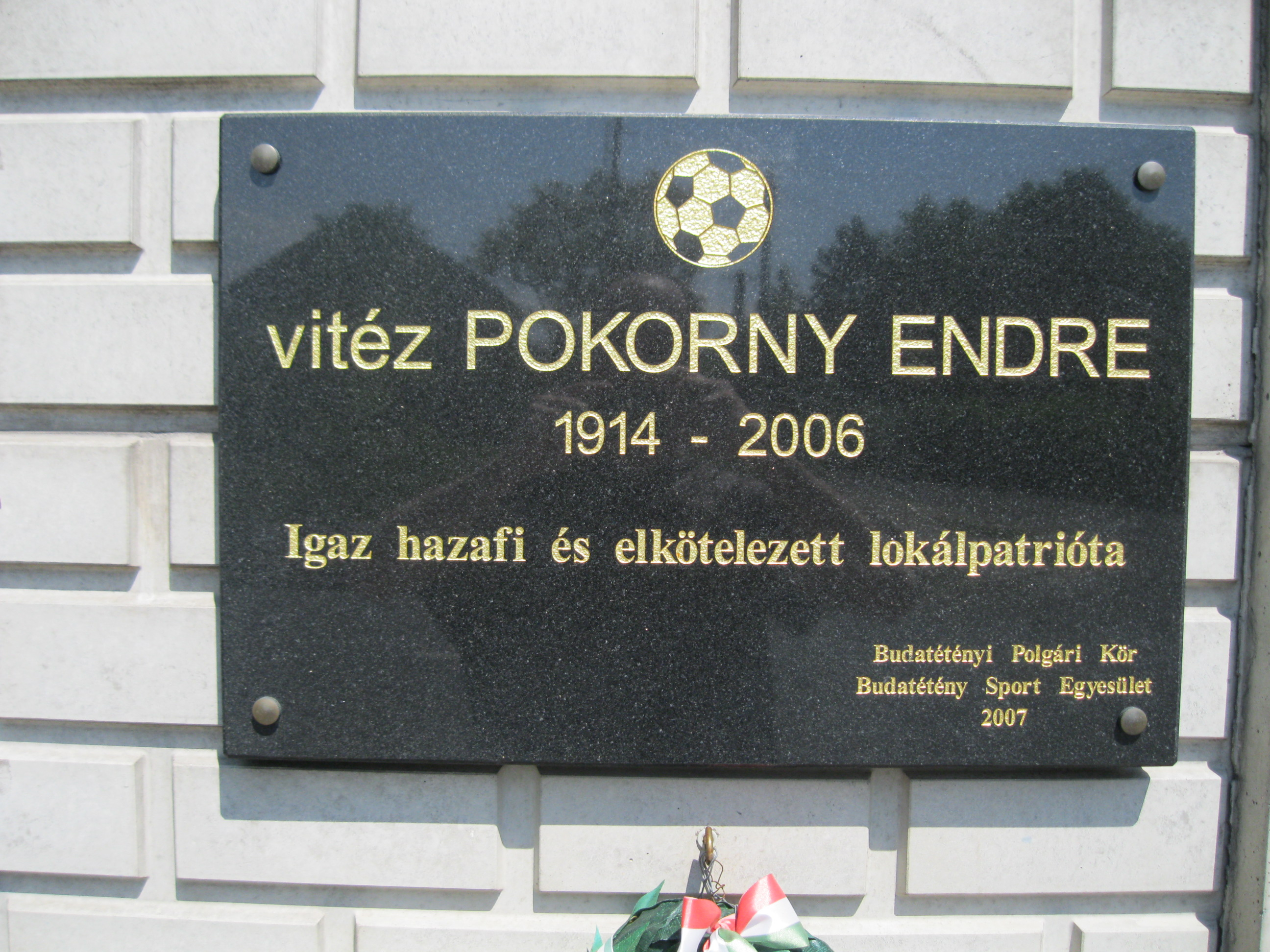
Pokorny Endre, Jókai Mór utca 37.
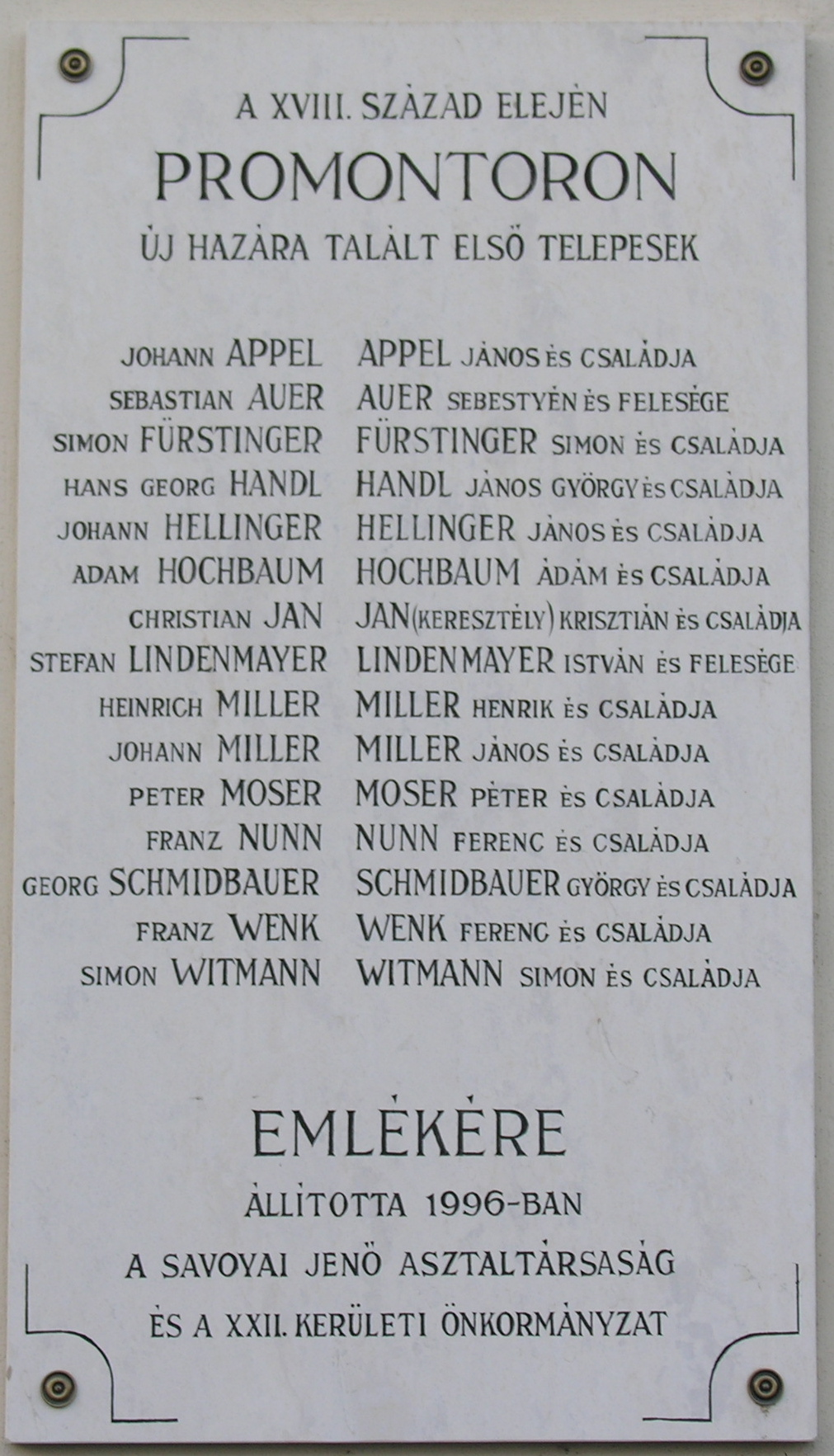
Promontor, Savoyai Jenő tér 10-11.
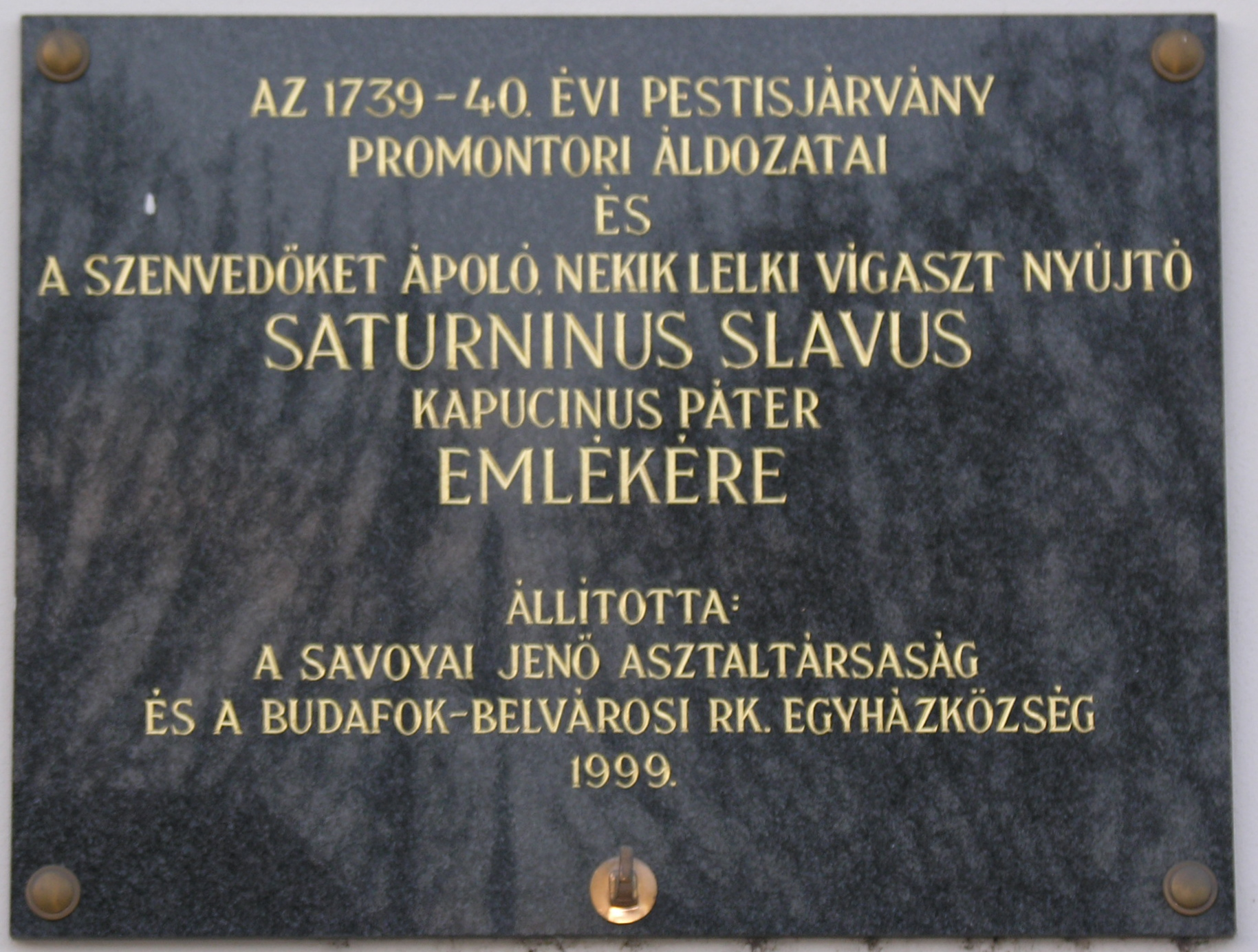
Saturninus Slavus, Savoyai Jenő tér 10-11.
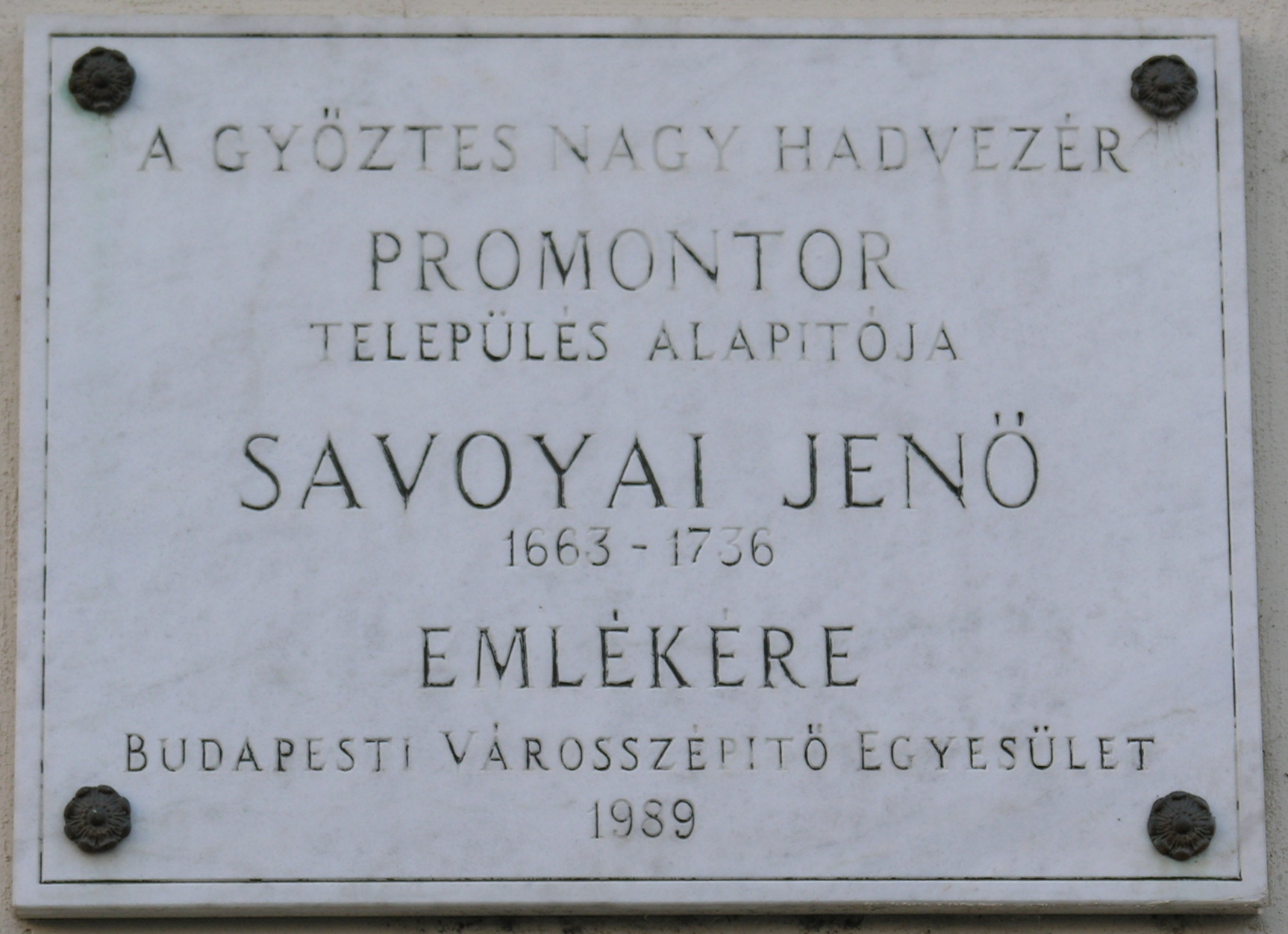
Savoyai Jenő, Savoyai Jenő tér 10-11.
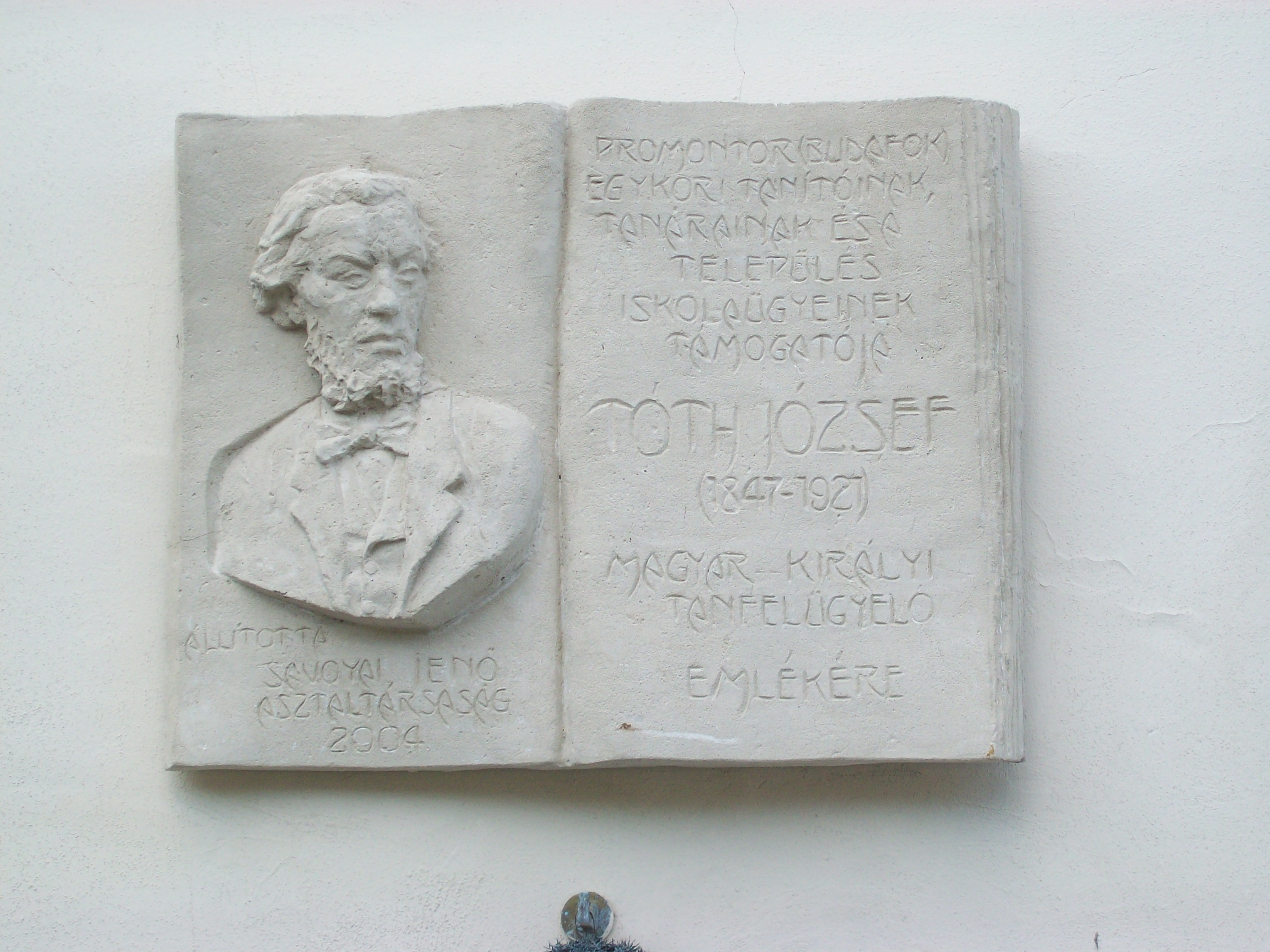
Tóth József, Savoyai Jenő tér 10-11.
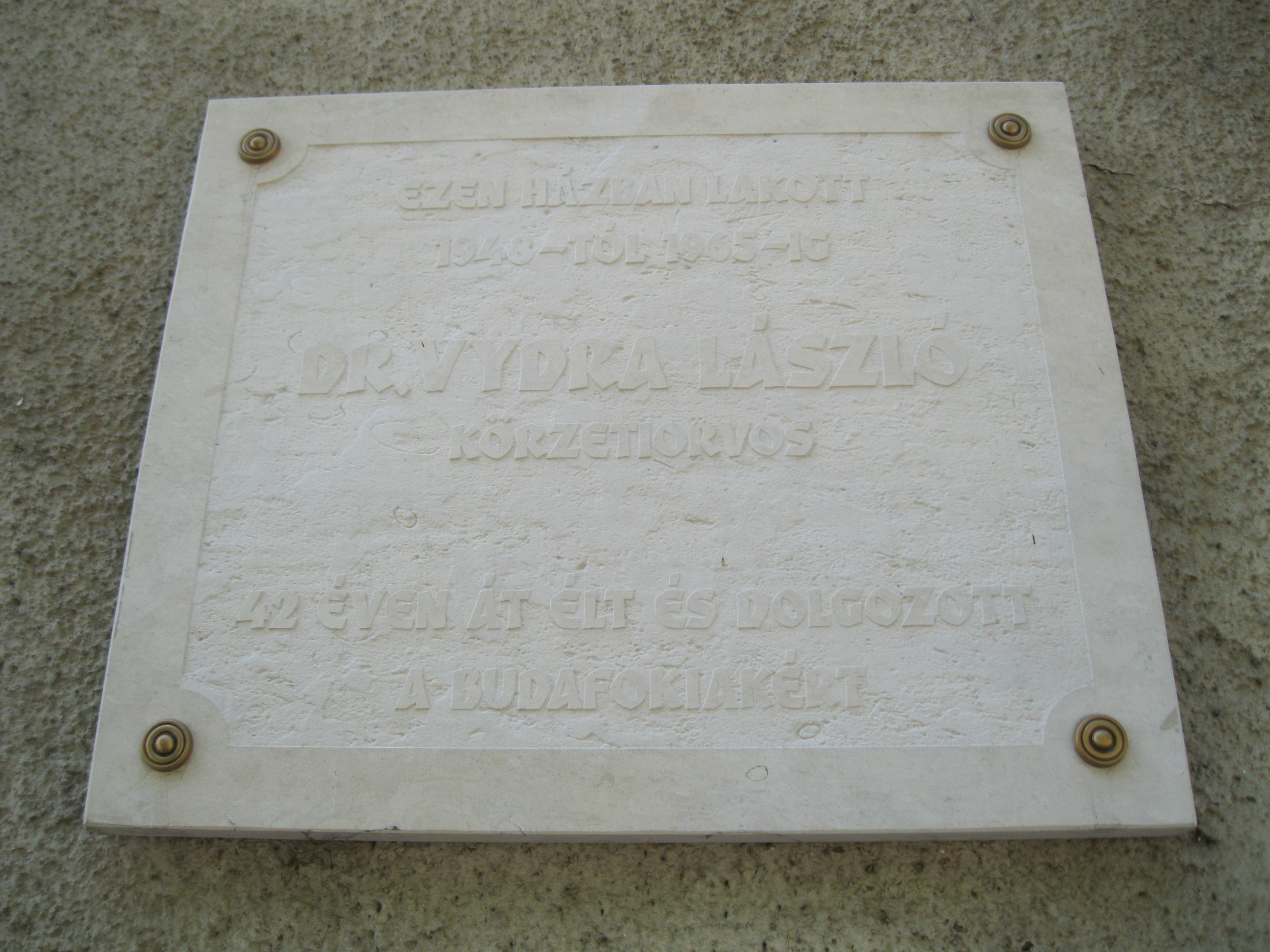
Vydra László, Plébánia utca 11.
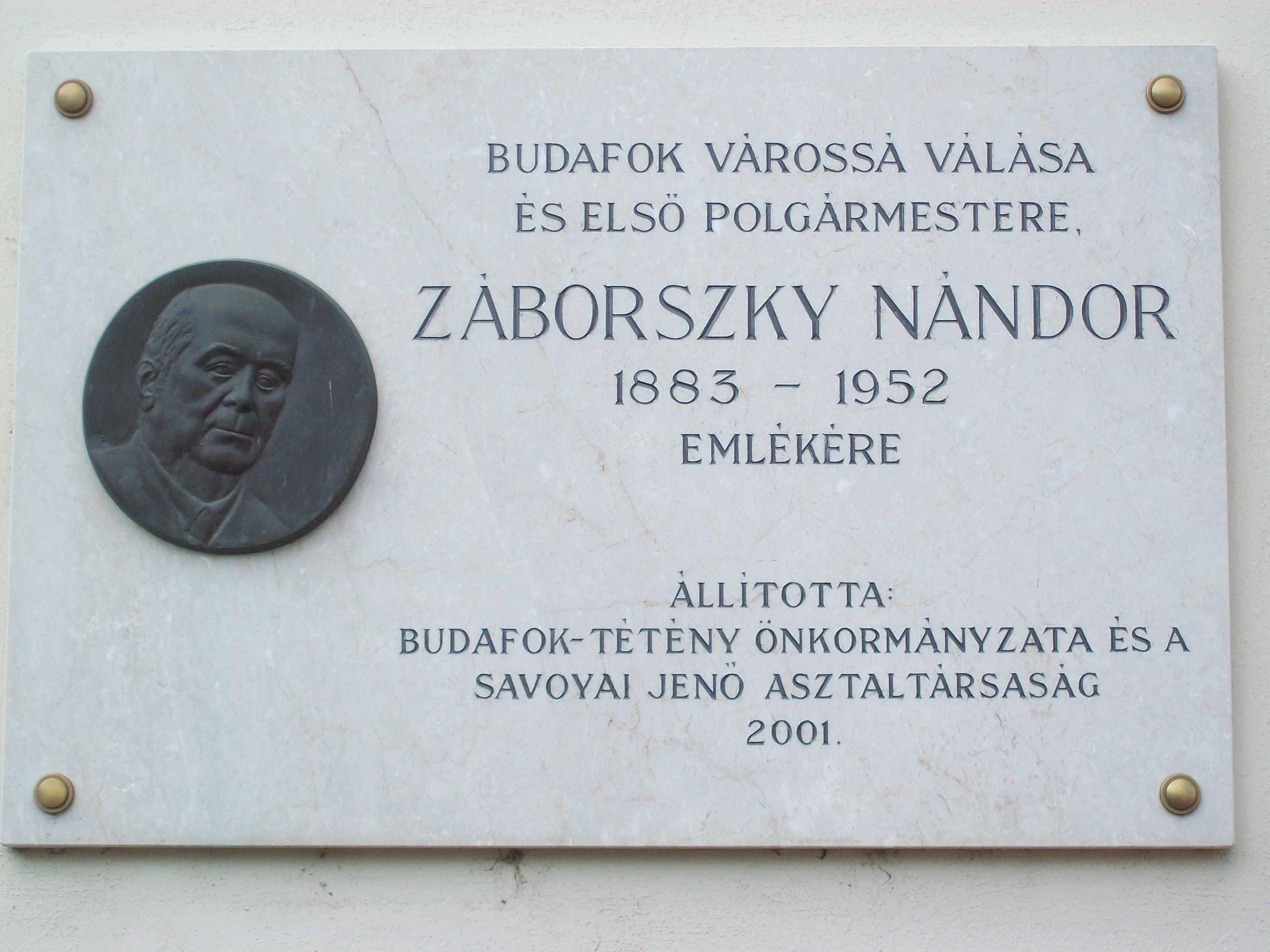
Záborszky Nándor, Savoyai Jenő tér 10-11.
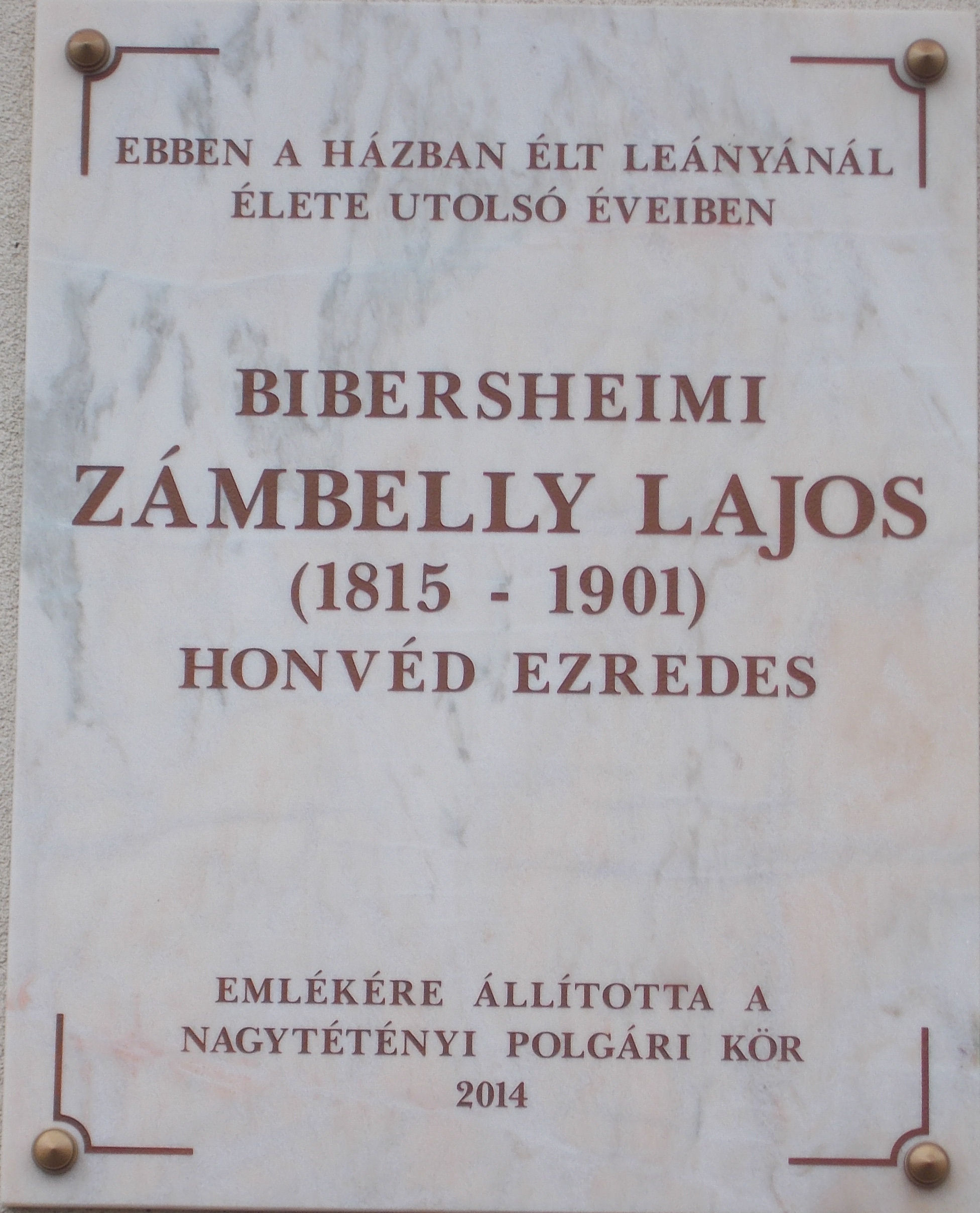
Zambelli Lajos, Zambelli Lajos utca 21.

### Botlatókövek

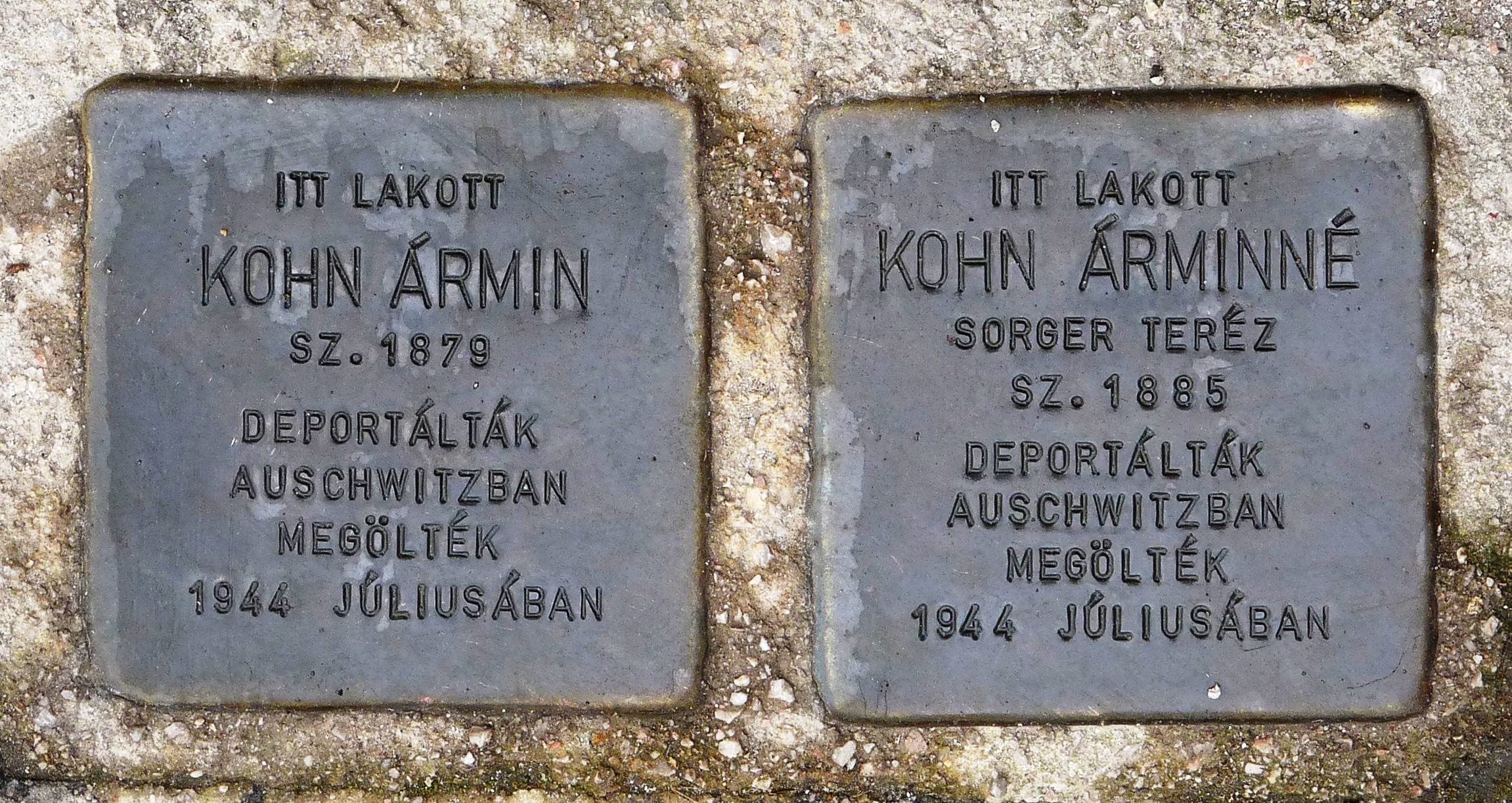
Kohn házaspár, Szentháromság utca 13.

## Utcaindex
| III. utca (1.) Bálint Béla Bálvány utca (25.) Cziffra György Jókai Mór utca (37.) Pokorny Endre Péter Pál utca (6.) Budafok XVIII. századi benépesítése Plébánia utca (11.) Vydra László | Savoyai Jenő tér (10-11.) Mária Terézia, Promontor, Saturninus Slavus, Savoyai Jenő, Tóth József, Záborszky Nándor Szabadság utca (2.) A cs. és kir. 26. tábori vadászzászlóalj hősei Szentháromság utca (13.) Kohn Ármin és neje Zambelli Lajos utca (21.) Zambelli Lajos |